# تاكاشي كوندو
تاكاشي كوندو (近藤隆 كوندو تاكاشي) هو مؤدي أصوات ياباني ولد في 12 مايو 1979 في أيتشي.

## أدواره في الأنمي

### مسلسلات أنمي تلفزيونية
- بلاك كات - ترين هارتنت
- كاتيكيو هيتمان ريبورن! - كيويا هيباري، فون, ألاودي
- بليتش - دي روي لينكر، فيندور كارياس
- سبايدر رايدرز - شادو
- هيرويك إيج - إيولاوس
- المقيم الأبدي - سايتو أوي تاتسوماسا
- سكرابد برنسس - ليوبولد سكوربس
- ريد غاردن - JC
- تنجن توبا جورين لاجان - كيد، موجيو
- ناروتو شيبودن - سويغيتسو
- بوروتو: ناروتو نكست جينيريشنز - سويغيتسو
- روك لي وأصدقائه النينجا - سويغيتسو
- أمير التنس - شيراتاما
- قرار لجنة الطلبة - كين سوغيساكي
- زعيم الشر في المقعد الأخير - أكتو ساي
- بي بليد - ميغيل
- فايري تايل - هيبيكي ليتيس
- كروازيه المتاهة الغريبة - كلود كرودل
- ميداكا بوكس أبنورمال - فودي إيزوماتشي
- سيكاي-ايتشي هاتسوكوي - ريتسو أونوديرا
- أص الديناري - أكيرا ناغاو
- كوميديا رومانسية شبابي خاطئة كما توقعت. - هاياتو هاياما
- كوميديا رومانسية شبابي خاطئة كما توقعت. التتمة - هاياتو هاياما
- ناينتي ون دايز - أفيليو
- توكين رانبو: هانامارو - كوغيتسونيمارو

### أفلام أنمي
- تنجن توبا جورين لاجان: فصل جورين - كيد
- تنجن توبا جورين لاجان: فصل لاجان - كيد
- بليتش: ميموريز أوف نوبودي - موي
- سيكاي-ايتشي هاتسوكوي: حالة تاكافومي يوكوزاوا - ريتسو أونوديرا

## أدواره في ألعاب الفيديو
- سلسلة ألعاب غيلتي غير - بوتيمكين، فاوست
- تيلز أوف إكسيليا 2 - لودغر كريزنك، فيكتور
- تيلز أوف ذا وورلد: ريف يونايتيا - لودغر كريزنك
- ناروتو شيبودن: كيزونا درايف - سويغيتسو
- ناروتو شيبودن: ألتيميت نينجا ستورم ريفولوشن - سويغيتسو

## وصلات خارجية
تاكاشي كوندو على موقع IMDb (الإنجليزية)
- تاكاشي كوندو على موقع ميوزك برينز (الإنجليزية)
- تاكاشي كوندو على موقع قاعدة بيانات الفيلم (الإنجليزية)
- تاكاشي كوندو على موقع ANN person (الإنجليزية)